# Tour de Normandie 2008
Die 28. Tour de Normandie (seit Wiederaufnahme der Rundfahrt 1981) fand vom 24. bis 30. März 2008 statt. Das Radrennen wurde in einem Prolog, fünf Etappen und zwei Halbetappen über eine Distanz von 1097,8 Kilometern ausgetragen. Das Rennen war Teil der UCI Europe Tour 2008 und in die Kategorie 2.2 eingeordnet.

## Etappen
| Etappe     | Tag      | Start – Ziel                        | km        | Etappensieger     | Führender            |
| ---------- | -------- | ----------------------------------- | --------- | ----------------- | -------------------- |
| Prolog     | 24. März | Mondeville – Mondeville             | 5,8 (EZF) | Maxime Bouet      | Maxime Bouet         |
| 1. Etappe  | 25. März | Mondeville – Forges les Eaux        | 198       | Anthony Ravard    | Maxime Bouet         |
| 2a. Etappe | 26. März | Forges les Eaux – Grand-Couronne    | 90        | Anthony Ravard    | Bram Schmitz         |
| 2b. Etappe | 26. März | Grand Couronne – Elbeuf             | 76        | Anthony Ravard    | Alexander Kristoff   |
| 3. Etappe  | 27. März | Elbeuf – Flers                      | 201       | Denis Galimsjanow | Anthony Ravard       |
| 4. Etappe  | 28. März | Domfront – Beaumont Hague           | 197       | Steven Caethoven  | Lars Petter Nordhaug |
| 5. Etappe  | 29. März | Beaumont Hague – Bagnoles de l’Orne | 210       | Danil Komkow      | Antoine Dalibard     |
| 6. Etappe  | 30. März | Bagnoles de l’Orne – Caen           | 142       | Jos van Emden     | Antoine Dalibard     |